# Descarte Correto

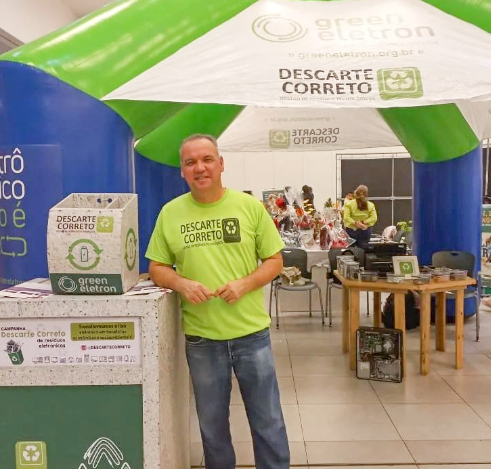
Alessandro Dinelli - Founder e CEO- Empreender com propósito de gerar mais impacto socioambiental na Amazônia.

A Descarte Correto é uma empresa social com sede em Manaus (AM). No qual foi fundada em 2011 pelo empreendedor Alessandro Dinelli, reconhecido pelo programa de empreendedores sociais da Ashoka, no ano de 2014.. Especializada na gestão de resíduos tecnológicos, a empresa possui como foco em orientar o destino ambiental correto para o lixo eletrônico, através de coleta e reciclagem, bem como realizar projetos sociais de inclusão digital, capacitação e proporcionar empregos e educação ambiental a moradores de áreas carentes da Amazônia.

## História
Após acompanhar um processo de seleção no qual jovens estavam interessados em trabalhar na área de informática, mas sem experiência no manuseio de computadores, o empreendedor Alessandro Dinelli teve a ideia de criar uma organização que auxiliasse pessoas de comunidades carentes. Por meio de  projetos de educação ambiental, foi possível mostrar para a população as consequências que o lixo eletrônico mal descartado pode ocasionar ao meio ambiente e, promover projetos de inclusão e capacitação de jovens na área de informática.
Em outubro de 2012, a Descarte Correto ficou entre as 12 finalistas da Competição Jovens Inovadores, organizada pela União Internacional das Telecomunicações (UIT), em Dubai. Segundo a agência da ONU, foram escolhidos os projetos mais promissores e com maior impacto social. A competição foi aberta a participantes de todo o mundo, entre 18 e 25 anos.

## Projetos

### Coleta e reciclagem de lixo tecnológico
A Descarte Correto realiza mutirões para coletar resíduos eletrônicos descartados por outras organizações, como instituições públicas e empresas, e também por residências. Na empresa social, os materiais coletados passam por um processo de manufatura reversa e, logo após, são comercializados e enviados para empresas de reciclagem certificadas que extraem sua matéria-prima (como cobre, alumínio, plástico, etc.), para reaproveitamento e incineração dos resíduos finais com segurança – seguindo as orientações da Política Nacional de Resíduos Sólidos.
A empresa social, em parceria com as lojas Amazon Print, criou pontos de coleta de sucatas tecnológicas pela cidade de Manaus e interior do Amazonas, onde tanto a população, quanto empresas podem descartar seus materiais obsoletos. Esta campanha foi iniciada em 5 de junho de 2012 para sensibilizar toda sociedade amazonense e colaboradores quanto ao descarte de resíduos e a preservação do meio ambiente.

### Capacitação e Inclusão Digital
A Descarte Correto possui parcerias com igrejas, associações de moradores e comunidades rurais para criar centros de inclusão digital. Esses locais são equipados com computadores recuperados, que possibilitam a capacitação de jovens da região de Manaus. A empresa também treina auxiliares técnicos em manutenção de computadores para que sejam contratados pela mesma.
Nos centros de inclusão digital da empresa, jovens de 16 a 24 anos participam de aulas teóricas e práticas nas habilidades de auxiliar técnico em manutenção de computadores e redes, manufatura reversa e educação ambiental. Esse projeto tem o nome de “Acelere sua capacitação profissional” e prepara os alunos para o mercado de trabalho, sendo alguns jovens contratados pela própria Descarte, no processo de desmontagem e recondicionamento do material recebido.

### Educação Ambiental
A missão da Descarte Correto é a de realizar projetos e eventos para conscientizar a população sobre a importância de dar o destino correto a sucata eletrônica.

## Prêmios
- 2012 - Finalista do Prêmio UIT/Telecom 2012  [5][6][7][8][9][10][11]
- 2014 - Finalista do Prêmio Sou Empreendedor – Revista Exame PME  [2]
- 2021 - Jaraqui Graúdo 2021 - Negócio de I Green Skills Innovation Challenge 2021
- 2021 - Green Skills Innovation Challenge 2021